# Duroc

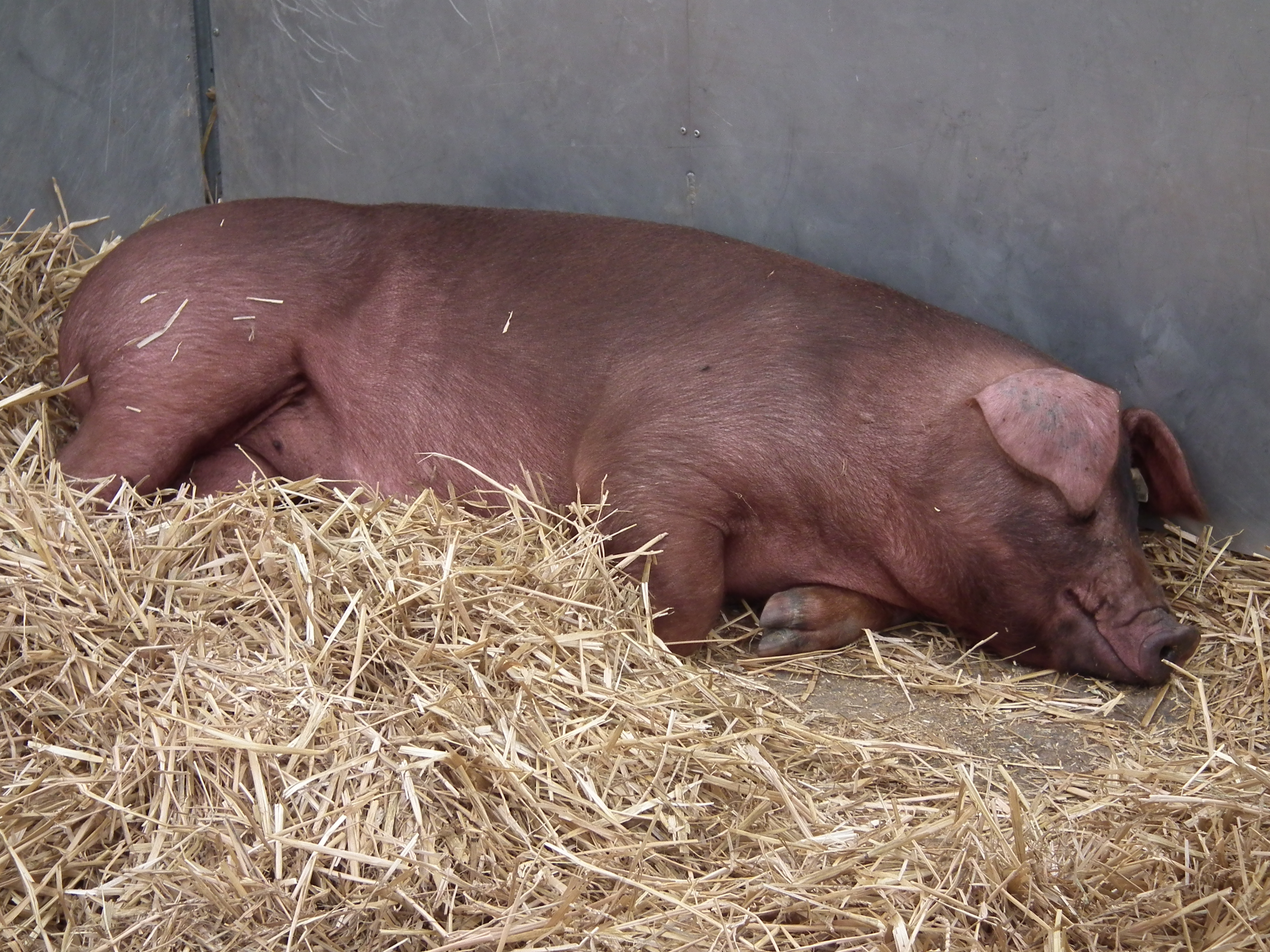

Durocul  este o rasă de porc domestic creată în nord-estul Statelor Unite ale Americii din încrucișarea mai multor rase (unele din acestea fiind importate din Europa). Aceștia au o talie mijlocie spre mare și o culoare roșcată. 
Rasa Duroc s-a importat pentru prima data în România în 1968.

## Istorie
Originea exactă a Durocului nu este cunoscută, dar este cert că în jurul anului 1800 au apărut o serie de porci de culoare roșie în zone precum New Jersey și New York.
Durocul modern este o încrucișare a rasei Jersey Red din New Jersey și a rasei Duroc din New York.
Aceștia erau mult mai mici și mai compacți decât porcii Jersey Red, care erau mult mai mari și care atingeau o mărime mult mai mare la maturitate.